# 南福岡站
南福岡站（日语：／ Minami-Fukuoka eki */?）是位於福岡縣福岡市博多區壽町二丁目，九州旅客鐵道（JR九州）的鹿兒島本線車站。車站編號為JB03。
鹿兒島本線多數列車的司機會在此站進行交班。此站設有待避線（下行:2號月台，上行:4號月台或5號月台），設有多班列車在此站等待特急通過。由於車站鄰接南福岡車輛區，因此設有列車會在待避線進行列車結併與分離。另外，當發生列車故障時，會在此站交替另一架列車。
另外在上行待避線中，是從南福岡站下一站春日站離站時已經分離本線路軌，並在離開南福岡站後直至與西鐵天神大牟田線立體相交點前才匯合本線。

## 歷史
- 1890年（明治23年）1月20日 - 九州鐵道（第一代）開設雜餉隈站（日语：／）。當時計劃建設在雜餉隈（日语：雑餉隈）町（現時為大野城市）的位置，由於當地居民反對，因此路線改變並建設在現時位置。
- 1907年（明治40年）7月1日 - 九州鐵道（第一代）被國有化（日语：鉄道国有法），成為帝国鐵道廳車站。
- 1922年（大正10年）6月 - 第二代車站大樓落成。
- 1960年（昭和35年）10月14日 - 開設南福岡電車區（日语：南福岡車両区）。
- 1966年（昭和41年）11月1日 - 車站改名為南福岡站[1]。
- 1987年（昭和62年）
  - 2月5日 - 開設綠色窗口[2]。
  - 4月1日 - 伴隨國鐵分割民營化，車站由九州旅客鐵道（JR九州）營運[3][4]。
- 1994年（平成6年） - 車站被縱火，使車站大樓被燒毀。
- 1999年（平成11年）7月 - 車站大廈落成，同時設置JR九州首部自動閘機（日语：自動改札機）。
- 2006年（平成18年） - 閘內設置升降機（在閘外的車站大廈也設置了升降機）。
- 2009年（平成21年）3月1日 - 此站可以使用IC卡「SUGOCA」[5]。

## 車站構造
車站是一座地面車站，從東邊的車站大廈起順序設有2面4線的島式月台和1面1線的單式月台。
車站曾設有木造車站大樓，但在1994年（平成6年）被縱火使燒毀，當時臨時設置了臨時車站大樓。並在1999年（平成11年）重建為一座車站大廈，當中包括此站的車站大樓。車站大廈是一座鋼筋混凝土建築物，樓高9層，第1至2層是商店，第3至9層為出租公寓。閘口位於第2層。車站鄰接JR九州內最大型的車廠——南福岡車輛區。在5號月台後方可看到多列電動列車停泊中。車站沒有春日市一方（西方）的出入口，這是由於車站（車輛區）西方是陸上自衛隊福岡駐屯地，因此前往春日市均繞過車站兩端的平交道。在舊車站大樓曾經設有TRANDOR，在重建車站大樓時結業。此站也曾經設有一些商店包括Mister Donut。在重建後，TRANDOR遷移至車站大廈第1層的Fresh南福岡內。車站第1層是「驛町1丁目南福岡（前FRIESTA南福岡）」，設有MaxValu Express、TRANDOR、如水庵等商店。
車站引入了自動廣播系統，曾經車站使用國鐵九州管轄範圍內才使用，所謂「Karakara鐘」。
此站是一座直營車站，設有綠色窗口，以及「JR九州旅行」旅行社。車站可以使用「SUGOCA」IC卡。另外，此站位於JR特定都區市內制度中，「福岡市內」的車站，同時為鹿兒島本線中最南的「福岡市內」車站。

### 月台
| 月台    | 路線       | 上下行 | 方向             |
| ------- | ---------- | ------ | ---------------- |
| 1、2    | 鹿兒島本線 | 下行   | 二日市、鳥栖方向 |
| 3、4、5 | 鹿兒島本線 | 上行   | 博多、小倉方向   |

## 使用狀況
在2018年（平成30年）度，1日平均乘車人次為10,216人，在JR車站上排第13。
| 年度               | 1日平均 乘車人次 |
| ------------------ | ---------------- |
| 1987年（昭和62年） | 8,143            |
| 1988年（昭和63年） | 8,746            |
| 1989年（平成元年） | 6,310            |
| 1990年（平成02年） | 6,245            |
| 1991年（平成03年） | 6,656            |
| 1992年（平成04年） | 6,936            |
| 1993年（平成05年） | 7,088            |
| 1994年（平成06年） | 7,202            |
| 1995年（平成07年） | 7,299            |
| 1996年（平成08年） | 7,364            |
| 1997年（平成09年） | 7,476            |
| 1998年（平成10年） | 7,660            |
| 1999年（平成11年） | 7,604            |
| 2000年（平成12年） | 7,939            |
| 2001年（平成13年） | 8,218            |
| 2002年（平成14年） | 8,265            |
| 2003年（平成15年） | 8,138            |
| 2004年（平成16年） | 8,083            |
| 2005年（平成17年） | 8,059            |
| 2006年（平成18年） | 8,133            |
| 2007年（平成19年） | 8,198            |
| 2008年（平成20年） | 8,341            |
| 2009年（平成21年） | 8,319            |
| 2010年（平成22年） | 8,407            |
| 2011年（平成23年） | 8,838            |
| 2012年（平成24年） | 9,009            |
| 2013年（平成25年） | 9,260            |
| 2014年（平成26年） | 9,347            |
| 2015年（平成27年） | 9,567            |
| 2016年（平成28年） | 9,819            |
| 2017年（平成29年） | 10,145           |
| 2018年（平成30年） | 10,216           |

## 車站周邊

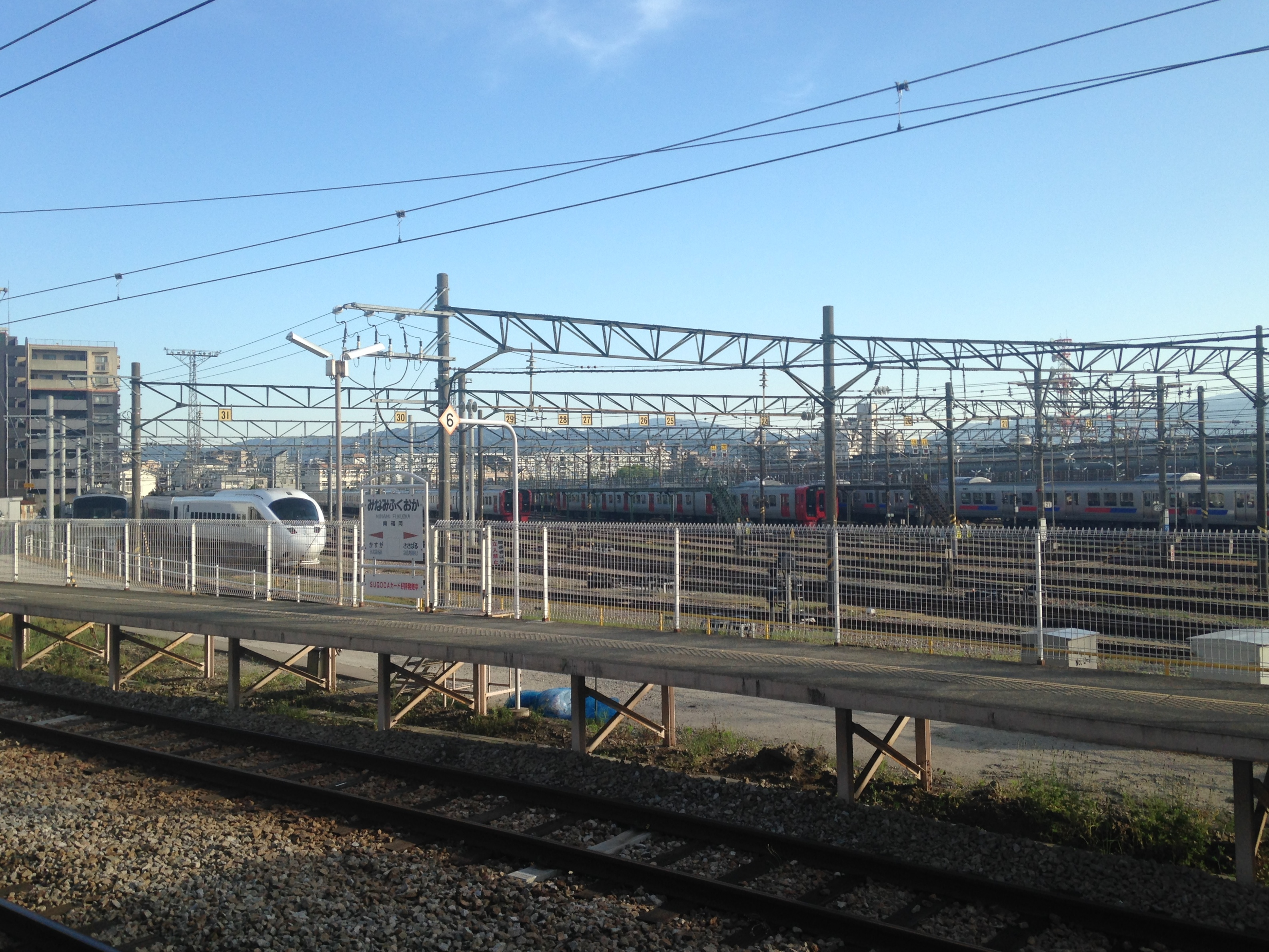
從月台望向南福岡車輛區

車站周邊設有商店街和密集的風俗店，俗稱「雜餉隈Health街」。但是當地居民要求警察打擊風俗店，使風俗街消失了。
- JR九州南福岡車輛區（日语：南福岡車両区）
- 博多南郵局（日语：博多南郵便局）
- 福岡市立那珂南小學（日语：福岡市立那珂南小学校）
- 雜餉隈站 - 西鐵天神大牟田線
- NTT福岡南大廈 - 曾經設有櫃臺服務，現時為電話機房。
- 陸上自衛隊福岡駐屯地（日语：福岡駐屯地）（第4師團司令部）
- 春日市立日之出小學（日语：春日市立日の出小学校） - 春日市內
- 奴國之丘歷史公園（日语：奴国の丘歴史公園） - 春日市內
- 福岡德洲會醫院
- 西日本鐵道雜餉隈自動車營業所（日语：西日本鉄道雑餉隈自動車営業所）
- JR九州南福岡元町多層停車場
- 精華女子短期大學
- 福岡市埋藏文化財中心（日语：福岡市埋蔵文化財センター）

## 巴士路線
車站前設有巴士站。（路線資料截至2020年3月21日。均由西日本鐵道運行）
- ■ 11 中、乙金、上宇美方向
- □ 43 中、金隈、福岡機場方向
- ■□ 45 昇町、福岡女學院、井尻站、博多站方向
- □ 45-1 昇町、福岡女學院、福岡德洲會醫院前、井尻站前（假日暫停服務）
- ■ 46-1 井尻六角、宮竹小學西、竹下、博多站、運河東大廈前、天神、博多埠頭方向（只限平日服務）
- ■ 前往雜餉隈車廠
  - 南福岡站→雜餉隈車廠之間沒有路線編號

除了以上路線，在筑紫通上設有「南本町」巴士站，設有以下巴士路線停靠。（路線資料截至2020年3月21日）
- ■■ 44 諸岡、山王一丁目、博多站、天神、福岡塔方向
- ■ 44 前往雜餉隈車廠
  - 前往福岡塔的班次只限在平日早上繁忙時間服務。其他班次以博多站、天神為終點站。

## 站名的由來
南福岡站原本是計劃建設在雜餉隈附近，因此在啟用時車站名為「雜餉隈站」。在南福岡電車區啟用時，還未設有前往「雜餉隈」的列車。另一方面，由於此站為難讀車站名稱，加上地名的知名度低因而改名。當時，由於車站鄰接南福岡電車區，因此改名為南福岡站。
另外，西日本鐵道一直設有雜餉隈站，一直只有普通列車停站。

## 其他
此站由於設有列車進行待避，以及乘務員進行交班，使停車時間較長。加上鄰接的南福岡車輛區出入車廠的車輛需慢駛。因此，在博多一方的「相生平交道」被名為「不會開的平交道」。
「相生平交道」上的行車道路是福岡縣道49號大野城二丈線。在早上和黃昏通勤時段中，經常發生由於等待列車通過需造成的交通堵塞。從前曾經為了解決交通堵塞，計劃在興建隧道越過鐵路線，但是平交道東邊部分居民對於此立體相交工程表示不贊成，因此工程沒有開始。當地居民要求建設行人天橋使行人或單車使用者不需要等待通過平交道，但是行人天橋沒有設置升降機。使現時汽車、嬰兒車、購物車及弱勢道路使用者還需要使用平交道，沒有輕減負擔。
另一方面，從博多方向回廠的不載客列車中，首先需進入上行待避線月台，然後進行折返，向博多方向前往引上線，再而再次折返，進行南福岡車輛區內。這個入廠路俓最少經過3次「相生平交道」。而車輛區內若需要車輛替換，出入車廠時，列車暫時會停在平交道上，因此需要作出改善。為了減少經過平交道次數，正在計劃在側線北邊，由現時只可連接上行路軌，改為加設連接下行路軌，使用複式交分道岔，但是現段階還未有最終定案。

## 曾出現本車站的作品
- （種村直樹著作，德間書店，1986年）

## 相鄰車站
九州旅客鐵道
鹿兒島本線
■快速、■區間快速
博多（00）－（部分停笹原（JB02））－南福岡（JB03）－大野城（JB05）
■區間快速（只有部分列車停站）、■普通
笹原（JB02）－南福岡（JB03）－春日（JB04）

## 注腳
1. 1 2  . 鉄道ダイヤ情報 (交通新聞社). 2013年2月, (346): 14.
2. ↑  日本經濟新聞1987年2月3日西部晨報 社會版 17頁
3. ↑  『交通年鑑 昭和63年版』 交通協力會，1988年3月。
4. ↑  今村都南雄 『民営化の效果と現実NTTとJR』 中央法規出版，1997年8月。ISBN 978-4805840863
5. ↑  . 交通新聞 (交通新聞社). 2009-03-03: 1.
6. ↑   (PDF). 九州旅客鐵道.   [2018-07-13]. （原始内容存档 (PDF)于2019-12-06）.
7. ↑  ふくおかデータウェブ 九州旅客鉄道駅別乗車人員 （页面存档备份，存于） - 福岡縣
8. ↑  1989年3月11日，春日站啟用。
9. ↑   (PDF). 國土交通省九州地方整備局.   [2017-12-11]. （原始内容存档 (PDF)于2017-12-10）.

## 外部連結
- 南福岡（車站資訊） - 九州旅客鐵道